# José Jaimes
Jaimes  Silva est un nom espagnol. Le premier nom de famille, en général paternel, est Jaimes ; le second, en général maternel, souvent omis, est Silva.
José de Jesús Jaimes Silva, né le 18 juin 1991 à Floridablanca (Santander), est un coureur cycliste colombien.

## Palmarès sur route

### Par année
- 2009
  - 3e du championnat de Colombie sur route juniors
- 2014
  - 4e étape de la Vuelta al Valle del Cauca
  - 4e étape du Tour de Colombie
- 2015
  - 3e étape du Tour de Colombie
  - 1re étape de la Vuelta a Boyacá

### Classements mondiaux
| Année            | 2014 | 2015 |
| ---------------- | ---- | ---- |
| UCI America Tour | 285e | 315e |

## Palmarès sur piste

### Championnats de Colombie
- Cali 2012
  -  Médaillé d'or de la course scratch des XIX Juegos Deportivos Nacionales[3].
  -  Médaillé d'argent de l'omnium des XIX Juegos Deportivos Nacionales[4].